# Liparis schantarensis
Liparis schantarensis är en fiskart som först beskrevs av Lindberg och Dulkeit 1929.  Liparis schantarensis ingår i släktet Liparis och familjen Liparidae. Inga underarter finns listade i Catalogue of Life.